# Faye Wong (album, 2001)
Cet article concerne l'album de Faye Wong du 2001. Pour l'album de la même chanteuse de 1997, voir Faye Wong.
Albums de Faye Wong
Fable
(2000) To Love
(2003)
Faye Wong, sorti en octobre 2001, est le dix-huitième album de Faye Wong. Ce dix-huitième album est sorti sur le label EMI.

## Titres
1. Wings Of Light (光之翼)
2. Wait A Moment (等等)
3. Wrong Number (打錯了)
4. Sometimes Love Is So Fake (有時愛情徒有虛名)
5. Fleeting Time (流年)
6. Night Date (夜會)
7. Wandering Red Dancing Shoes (流浪的紅舞鞋)
8. Idiot (白癡)
9. Bible For Two (兩個人的聖經)
10. One Way Street (單行道 )
11. Wandering Red Dancing Shoes (流浪的紅舞鞋)